# 文化北后街街道
文化北后街街道，是中华人民共和国河北省唐山市路南区下辖的一个乡镇级行政单位。

## 行政区划
文化北后街街道下辖以下地区：
文北社区、文北西楼社区、爱国里社区、花园街社区、马家屯社区、南北街社区、大洪桥第一社区和大洪桥第二社区。